# Мошногірський кряж

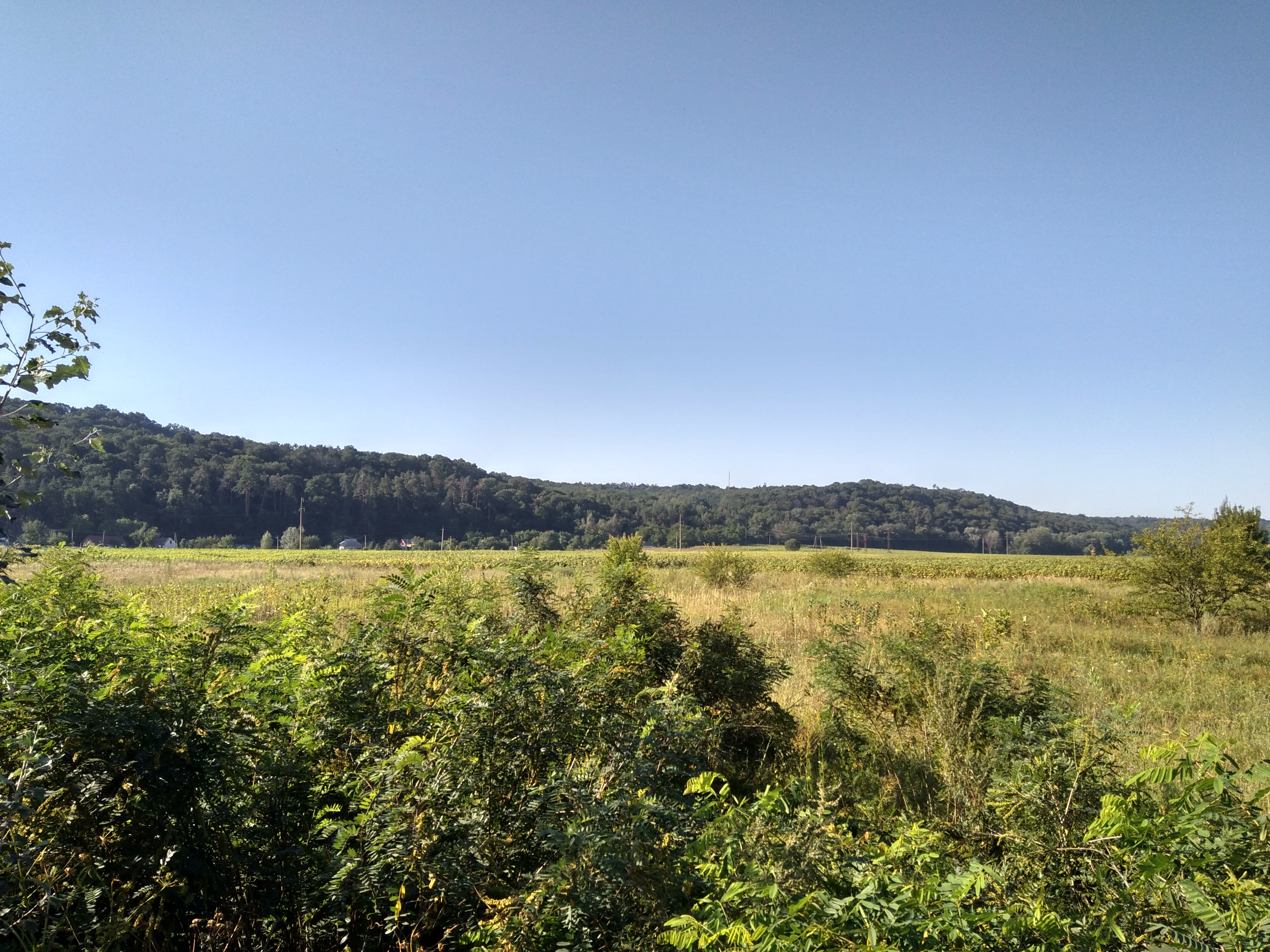
Краєвид кряжу

49°30′8″ пн. ш. 31°47′48″ сх. д. / 49.50222° пн. ш. 31.79667° сх. д.
Мошногі́рський кряж (Мошногори) — горбисте підвищення на Придніпровській височині, на правобережжі річки Вільшанки, у межах Черкаського та (частково) Городищенського районів Черкаської області.

## Загальний опис

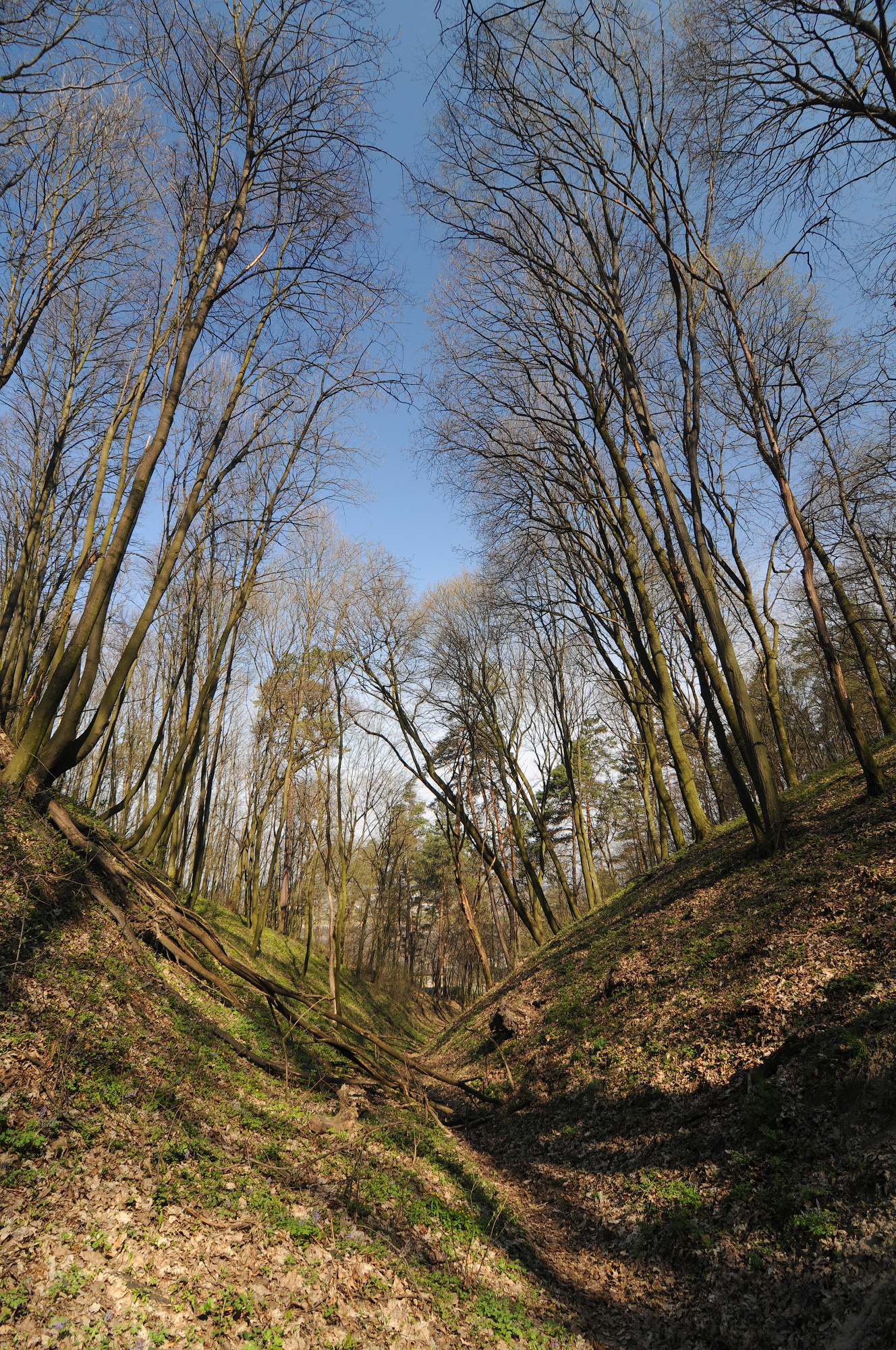
Мошногірський заказник

Мошногріський кряж розташований у Городищенсько-Кам'янському фізико-географічному районі центральної лісостепової області Придніпровської височини. Його територія належить до системи Канівських дислокацій. Кряж займає перпендикулярне положення щодо р. Дніпро. Він тягнеться вздовж р. Вільшанки і відокремлений від власне Канівських дислокацій рівниною межиріччя Вільшанка — Рось. Підвищення є горстом, відділеним від борової тераси з півночі р. Вільшанкою та з півдня Ірдинським болотом. Простягається смугою завдовжки 27 км, завширшки 4 км. Пересічна висота 160—180 м, максимальна 204 м. Має льодовикове походження. Його поверхня слабко хвиляста, схили порізані ярами та балками. Яри, що його розчленовують, на своїх схилах мають численні зсуви.
Складається з глин, пісковиків і пісків, які використовуються як будівельні матеріали. Ґрунти сірі лісові сформовані на лесі, рідше на валунних глинах (Дніпровській морені). Вони мають добре розвинений верхній гумусово-елювіальний горизонт потужністю до 30 см і достатньо високий вміст рухомих форм азоту, фосфору і калію. Нижче розміщені ущільнений ілювіальний горизонт і ґрунтоутворювальна порода або лес. Глибина залягання карбонатів становить 80-170 см . У тальвегах, що прорізають товщу лесових та валунних відкладів і досягають місцями пласта бурої глини, сформовані дерново-алювіально-глейові ґрунти. Місцями у тальвегах поширені супіщані відклади зі сформованими на них слабоопідзоленими ґрунтами.
Рослинність території — дубові, дубово-грабові та похідні від них ліси. Видове багатство флори становить близько 170 видів вищих судинних рослин.

## Історичні відомості

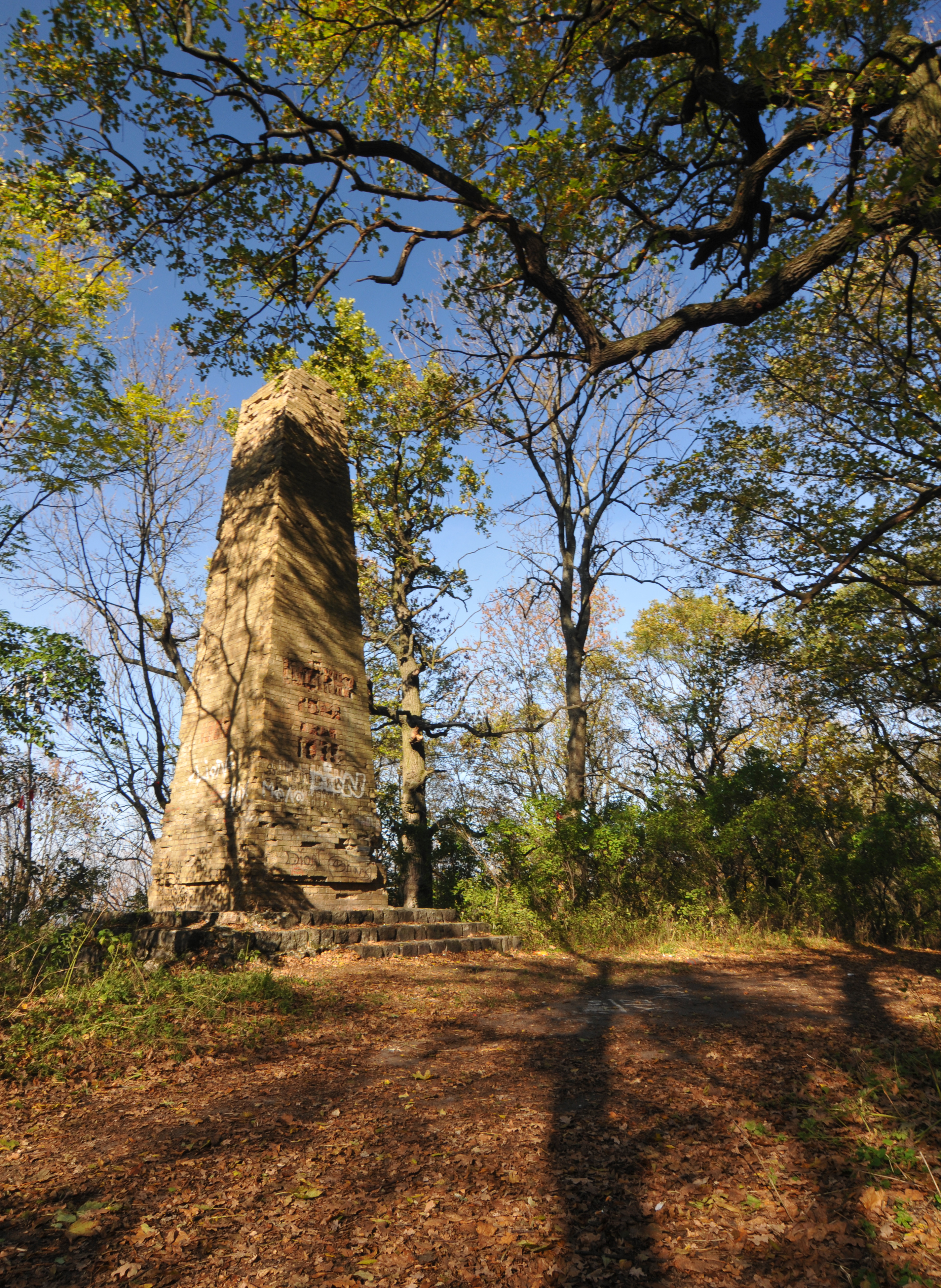
Софійчин стовп на місці колишнього парку Воронцова

Територія Мошногірського кряжу була частиною земель князя Михайла Воронцова. У 1819 р. Воронцов, одружившись із Єлизаветою Ксаверівною Браницькою, отримав Мошни як посаг. На лісистих пагорбах Мошногір'я було закладено найбільший у Європі англійський парк, посеред нього — розкішний триповерховий палац господаря на 80 кімнат і менші гостьові палаци, прибудинкові господарські споруди, конюшні. Після смерті Михайла Воронцова маєтності у містечку Мошни успадкував його син Семен, а оскільки він не мав дітей, наступною спадкоємицею стала його племінниця Катерина Балашова.

## Природно-заповідний фонд
На території кряжу розташовано ландшафтні заказники місцевого значення: «Мошногірський», «Мошнівський»; пам'ятка природи загальнодержавного значення «Мошенська діброва», ботанічні пам'ятки «Плантація бархата амурського», «Група вікових ялин» та «Дерево вільхи з дубом», гідрологічні пам'ятки «Каскад лісових озер» та «Підземне джерело», зоологічний заказник місцевого значення «Мошнівський охоронна зона».